# بقلة ثلاثية الحدبات
البقلة ثلاثية الحدبات (باللاتينية: Portulaca trituberculata) نوع نباتي يتبع جنس البقلة من الفصيلة الرجلية.

## البيئة والانتشار
موطنه بلاد الشام ومصر والمغرب العربي وحوض البحر الأبيض المتوسط وبعض مناطق أوروبا.